# Park Narodowy Ruaha
Park Narodowy Ruaha – park narodowy w Tanzanii, założony w 1964 roku.
Zajmuje 10 300 km², a wraz z pobliskimi rezerwatami Kizigo i Rungwa River 25 600 km². Teren parku jest trudno dostępny, stąd nadal zachowuje naturalny i dziki charakter. Pokrywają go płaskie obszary trawiaste, faliste tereny leśne oraz wzgórza. Przez wschodnią część parku przepływa rzeka Ruaha. Faunę parku stanowią krokodyle, hipopotamy, wydry, bawoły, słonie, zebry, lwy, gepardy, hieny, szakale, antylopy, dzikie psy, guźce, dzikie koty, jeżozwierze i cywety. W parku żyje także ok. 300 gatunków ptaków.
Zobacz też: parki narodowe Afryki